# 테시호른
테시호른(독일어: Täschhorn, 4,491m)은 스위스 페나인 알프스에 있는 미샤벨 산맥 내의 돔산 남쪽에 위치한 산이다.
1862년 7월 30일 요한 레벨린 다비스와 JW 해이워드가 가이드 슈테판, 요한 춤타우크발트 및 페터 요제프 주머마터와 함께 산의 첫 번째 등반을 했다.

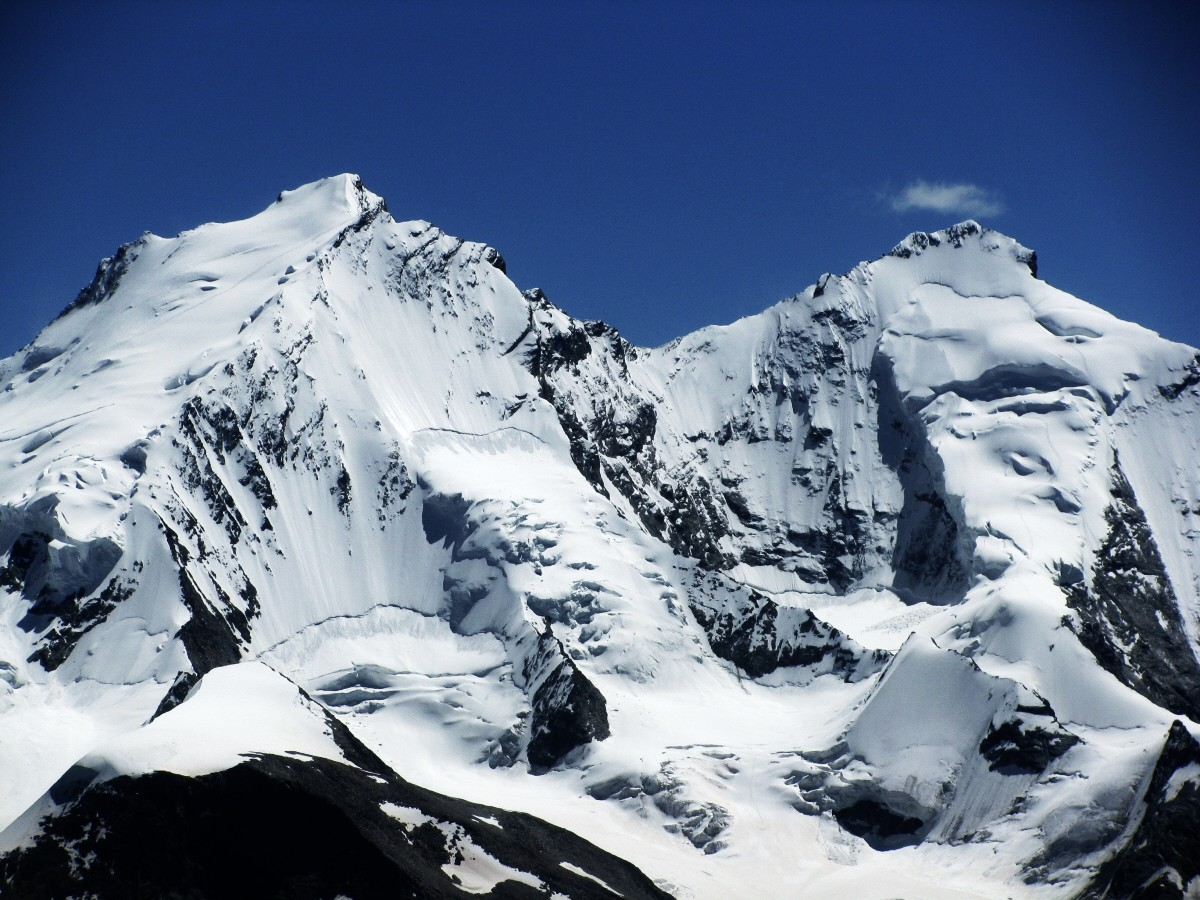
북서쪽에서 바라 본 돔산(왼쪽)과 테시호른(오른쪽)